# Special Reserve
Special Reserve è una raccolta di brani del rapper Obie Trice
Contiene canzoni registrate tra il 1997 e il 2000 insieme al produttore MoSS,il quale ha anche distribuito l'album attraverso la sua etichetta ,la MoSS Appeal Music.

## Tracce
| #  | Titolo                                | Produttore(i) | Durata |
| -- | ------------------------------------- | ------------- | ------ |
| 01 | "Welcome"                             | MoSS          | 1:29   |
| 02 | "Got Hungry"                          | MoSS          | 3:45   |
| 03 | "You've Been Slain"                   | MoSS          | 1:59   |
| 04 | "On & On"                             | MoSS          | 3:30   |
| 05 | "I Am"                                | MoSS          | 3:21   |
| 06 | "4 Stories"                           | MoSS          | 2:07   |
| 07 | "Roughnecks"(feat. Deuce Wonder)      | MoSS          | 4:26   |
| 08 | "Cool Cats"                           | MoSS          | 3:25   |
| 09 | "What You Want"                       | MoSS          | 3:31   |
| 10 | "Jack My Dick"                        | MoSS          | 3:20   |
| 11 | "Dope, Jobs, Homeless"(traccia bonus) | MoSS          | 4:20   |